# 忍者

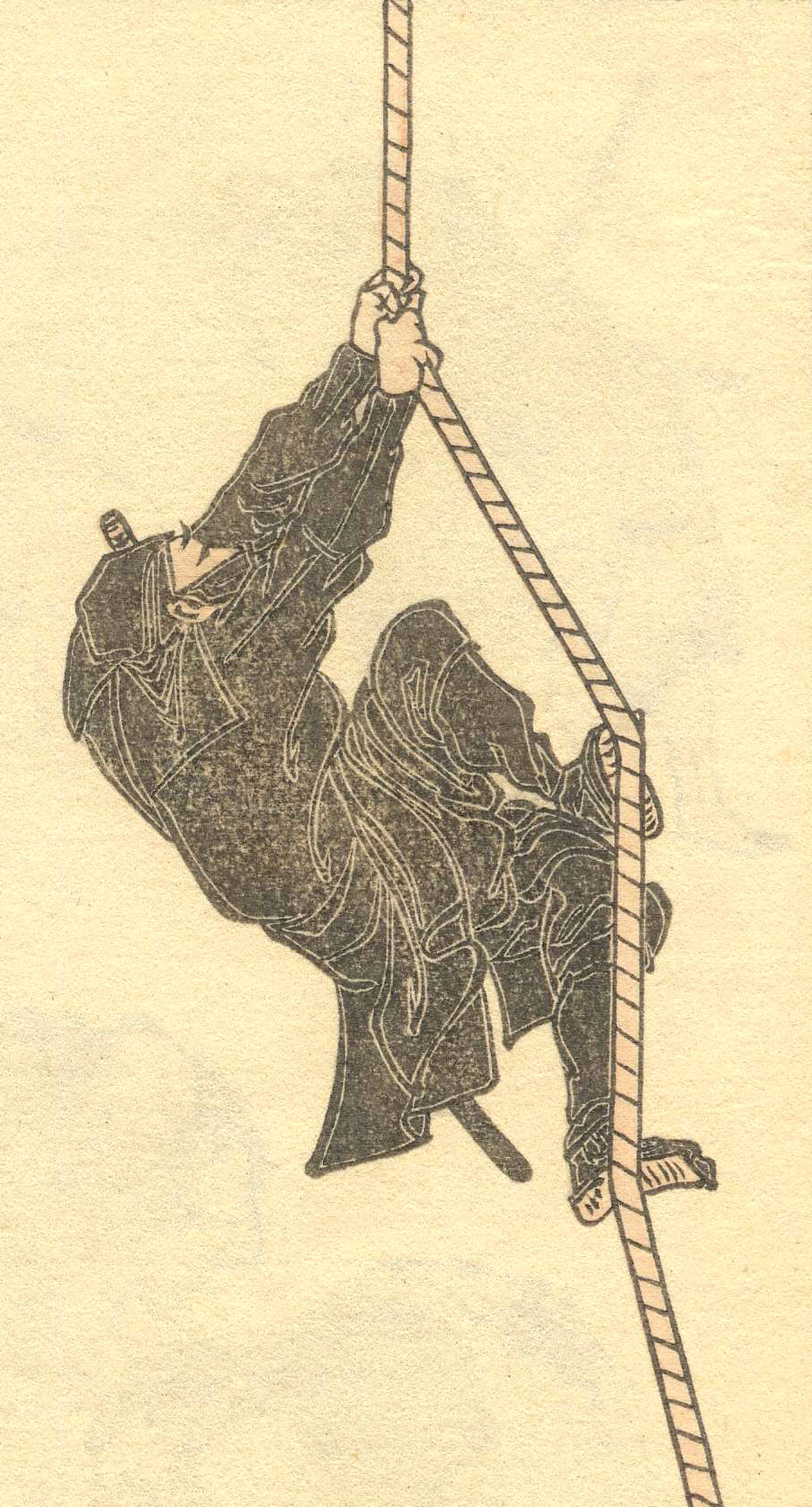
北斎漫画より

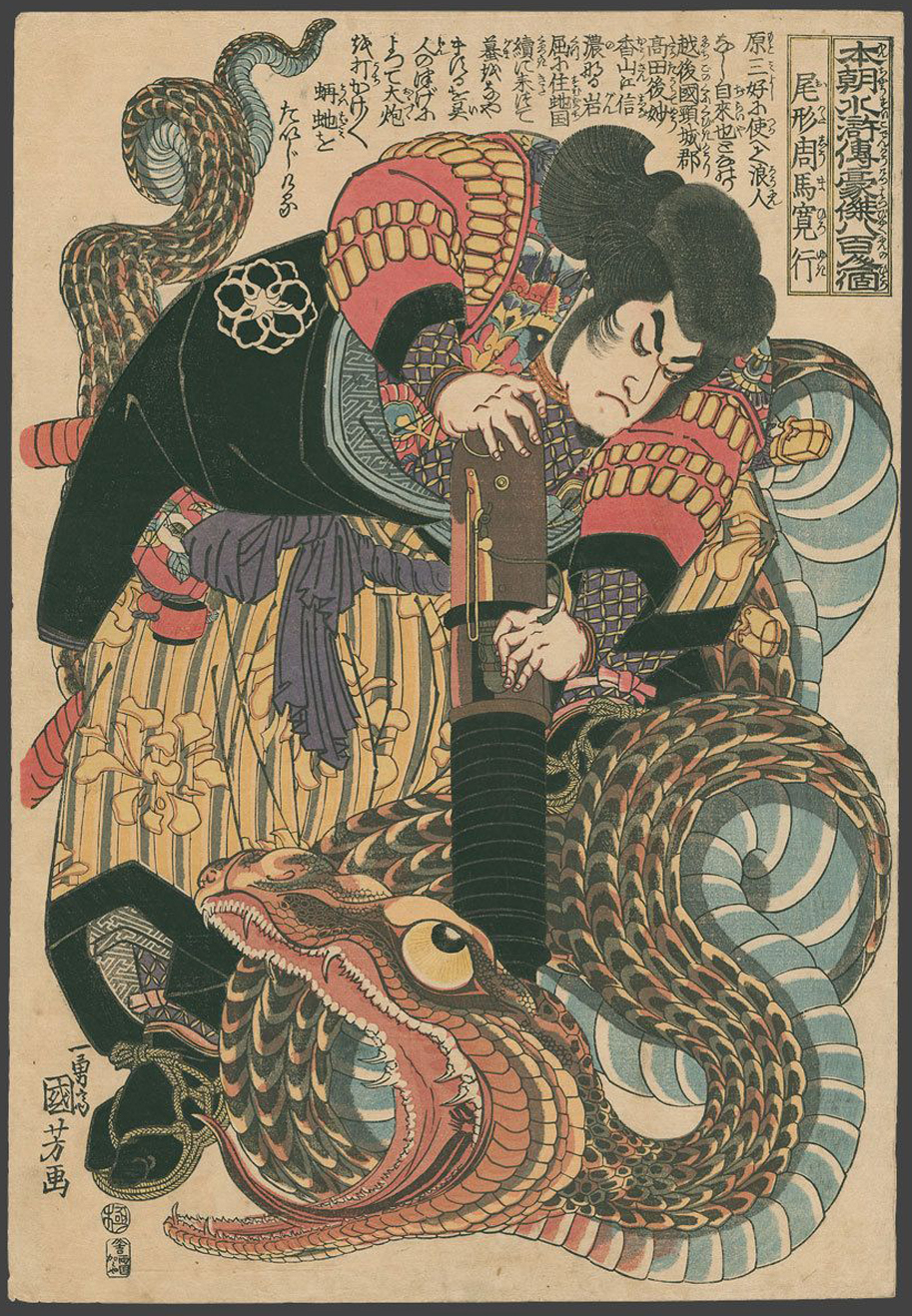
歌川国芳の浮世絵に描かれた『児雷也豪傑譚』の主人公・児雷也。想像で誇張された忍者の典型。

忍者（にんじゃ）は、室町時代から江戸時代の日本で、大名や領主に仕え、また独立して、諜報活動、破壊活動、浸透戦術、謀術、暗殺などを仕事とした者。情報収集や敵の動向を探る諜報活動、敵の施設や兵站を破壊する破壊活動、敵陣に潜入して情報を収集する浸透戦術、策略や罠を用いて敵を欺く謀術、そして重要人物の暗殺など、多岐にわたる任務を遂行していた。
忍者は昭和30年代以降、小説などに使われて普及した呼称である。いわゆる忍者が存在した時代には「忍び」と呼ばれたほか、異名として「乱破（らっぱ）」「素破（すっぱ）」「草」「奪口（だっこう）」「かまり」などがあった。
かつて伊賀衆の本拠地であった伊賀国を含む三重県にある三重大学で忍者の学術研究が進められている。優れた武芸だけでなく、超常的な能力を持つ存在として創作に多数取り上げられ、その名は日本国内にとどまらず、世界的にも知られている。

## 概要
領主に仕えずに戦毎の傭兵も存在した。甲賀衆・伊賀衆のような土豪集団もあれば、乱波・透破のようなただのごろつき集団もある。戦には足軽として参加し、夜討ち朝駆けといった奇襲撹乱を得意とした。伊賀・甲賀においては荘園時代から悪党がはびこり、それが後世に忍者と呼ばれる伊賀衆・甲賀衆になる。
忍者は上忍、中忍、下忍に身分が分かれているように一部で信じられているが、実際の『萬川集海』（まんせんしゅうかい）の記述は上忍とは「人の知る事なくして、巧者なる」者である。中世にはどの村落も軍事力を備えていたが、その軍事力は村落の自衛に用いられることもあり、また村落外の勢力に傭兵のように貸す場合もあった。
戦国時代、結城氏のように領内で、夜間の作戦に普段からプロの悪党や忍びが集団で雇われているところもあれば、合戦前に忍びを募集するところもあった。例えば武蔵松山城主の上田憲定の合戦前の兵募集制札には「夜走、夜盗はいくらでも欲しい」「侠気のある剛健なもの」「前科者、借財ある者みな帳消しにする」とあり、『陰徳太平記』では「足軽など山賊盗賊でも嫌わず召し集める」とある。後に出世した大名の中で彼らの助力を受けていないものは一人もいないだろう。
『萬川集海』によると「忍芸はほぼ盗賊の術に近し」とあり、忍術には「陰忍」と「陽忍」があるとされる。陰忍とは、姿を隠して敵地に忍び込み内情を探ったり破壊工作をしたりする方法であり、一般的に想像される忍者とはこの時の姿である。対して陽忍とは、姿を公にさらしつつ計略によって目的を遂げる方法である。いわゆる諜報活動や謀略、離間工作などがこれに当たる。

### 呼称
第二次世界大戦前は「忍術使い」といった呼称が一般的だったが、戦後は村山知義、白土三平、司馬遼太郎らの作品を通して「忍者」「忍びの者」「忍び」という呼称が一般化した。

### くノ一について
女中や小間使いとして潜入して諜報活動を行っていた女性の忍者も存在した。忍装束を着て映像作品や漫画作品などで活躍するような通俗的な姿は、近代の創作とされる。史実として武田信玄に仕えた歩き巫女の集団が有名。

## 忍者の歴史
忍者の起源は、平安時代やその前の古代にさかのぼるとも言われているが、忍者という言葉が本格的に使われるようになったのは戦国時代である。元々、忍者は「忍術」を駆使して情報収集、間者、スパイ、偵察、奇襲、暗殺などを行う人物として知られていた。彼らは時には盗賊や山伏、または民間の武士団や農民の一部として活動していたとも言われている。
忍者の起源に関して、最も有力な説は、山中で修行を行っていた「山伏」や「隠れ里」の住民、さらには古代の「間者」といった者たちである。また、忍者は武士階級の戦闘員とは異なり、民間よりの背景を持つことが多かったため、特定の戦闘技術や戦術を身に付けることよりも、より巧妙な手段で任務を遂行していた。

## 発祥と変遷
間諜の歴史は、人類の歴史とともに古く遡ることができる。その発祥については日本発祥説の他に、インド発祥説、中国発祥説などもある。『孫子』用間篇を始め、古来、間および諜を説く兵書は多い。飛鳥時代には、聖徳太子が、大伴細人（おおとものほそひと）を「志能備（しのび）」として用いたと伝えられる地域もあるようだが、『日本書紀』等にそのような記載はない。
伊賀・甲賀・雑賀、さらには柳生・根来等の紀伊半島は、天武天皇が壬申の乱の直前に住んでいた場所であり、後醍醐天皇の南朝が置かれるなど、特殊な霊地が多い。
『太平記』で、高師直が石清水八幡宮焼き討ちに「忍び」を使ったと記されるのが文献上の初見である。
天正13年、羽柴秀吉によって甲賀の侍衆は改易処分となり甲賀は秀吉の家臣中村一氏の支配となる。これにより甲賀の元侍衆たちは浪人となり没落していく。これを「甲賀ゆれ」と言う。

### 大久保忠教の三河物語の記述
徳川家康が桶狭間の戦い後に今川氏から独立し、三河国奪還戦争のさなか、現在の愛知県蒲郡市にある鵜殿長持の西之郡城を忍で取る、と記載されている。寛文7年（1667年）の近江国甲賀武士が奉行に差し出した書状には、甲賀21家が援軍として駆け付け、夜襲・焼き討ちにより、鵜殿藤太郎の首を討ち取った武功について記載がある。

### 服部氏伝説

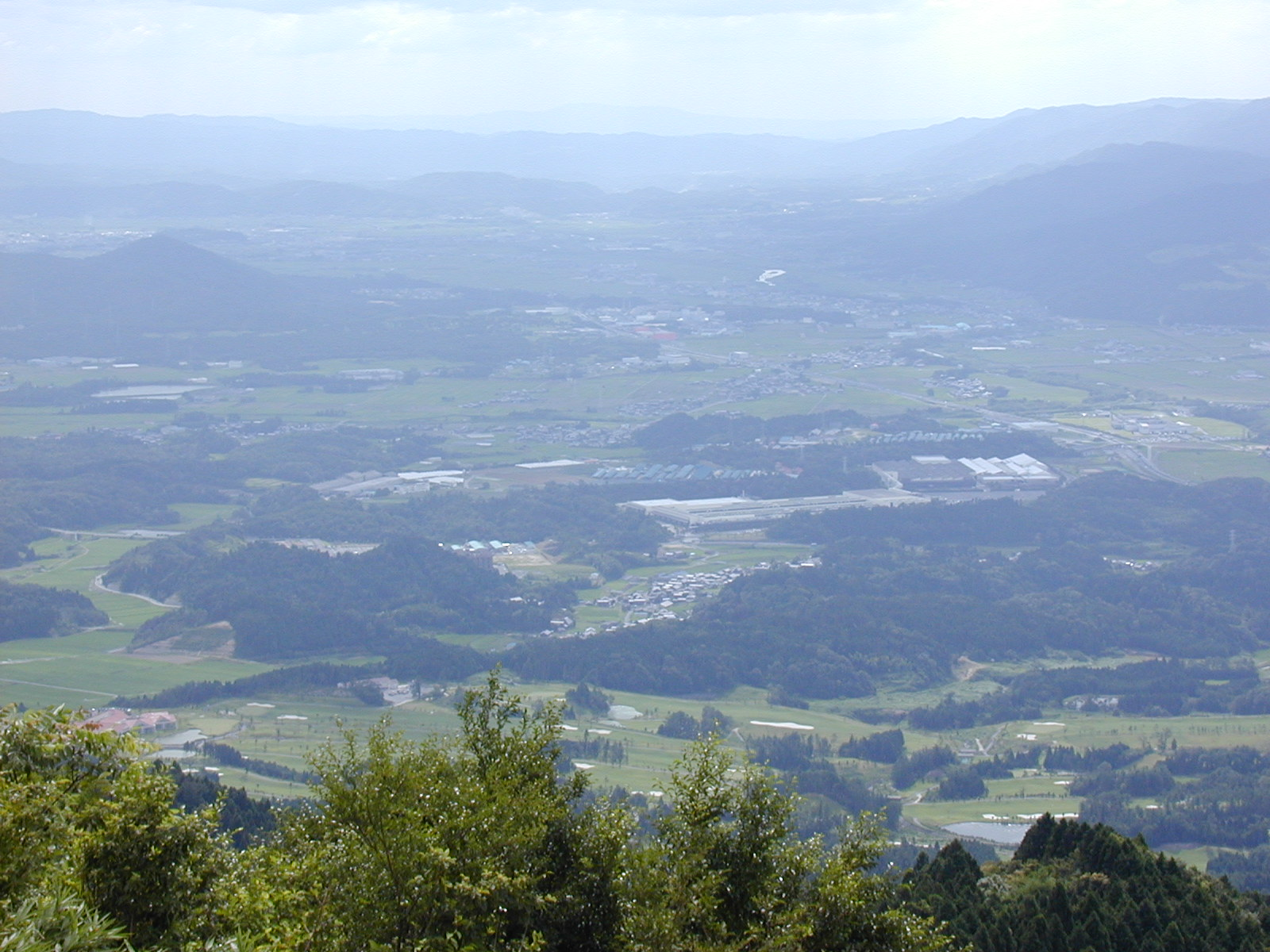
伊賀国

昭和37年（1962年）、伊賀上野の旧家より『上嶋家文書』が発見された。これによると、伊賀国の服部氏族・上嶋元成の三男が申楽役者・観阿弥で、母は楠木正成の姉妹だったという。すなわち、観阿弥は楠木正成の甥だったことになる。根拠は特になく、偽系図などと呼ばれている。観阿弥の息子・世阿弥も「先祖は服部氏」と自称していた。
伊賀国では、藤林・百地・服部の上忍三家が他の地侍を支配下に、最終的に合議制を敷いて、戦国大名に支配されない地域を形成していた。外部からの侵略に対しては結束して戦い、織田信長が伊賀国を支配するために送り込んだ築城奉行・滝川雄利を追放、その報復として攻め込んできた織田信雄の軍も彼らは壊滅させている。改めて敵の一部を調略してから、信長が大軍を編成し攻め込んできた際に、その他の伊賀国の忍者集団は壊滅的な打撃を受けた。百地丹波以下100名が紀州の根来へと落ち延びたと言われる。

### 徳川幕藩体制下

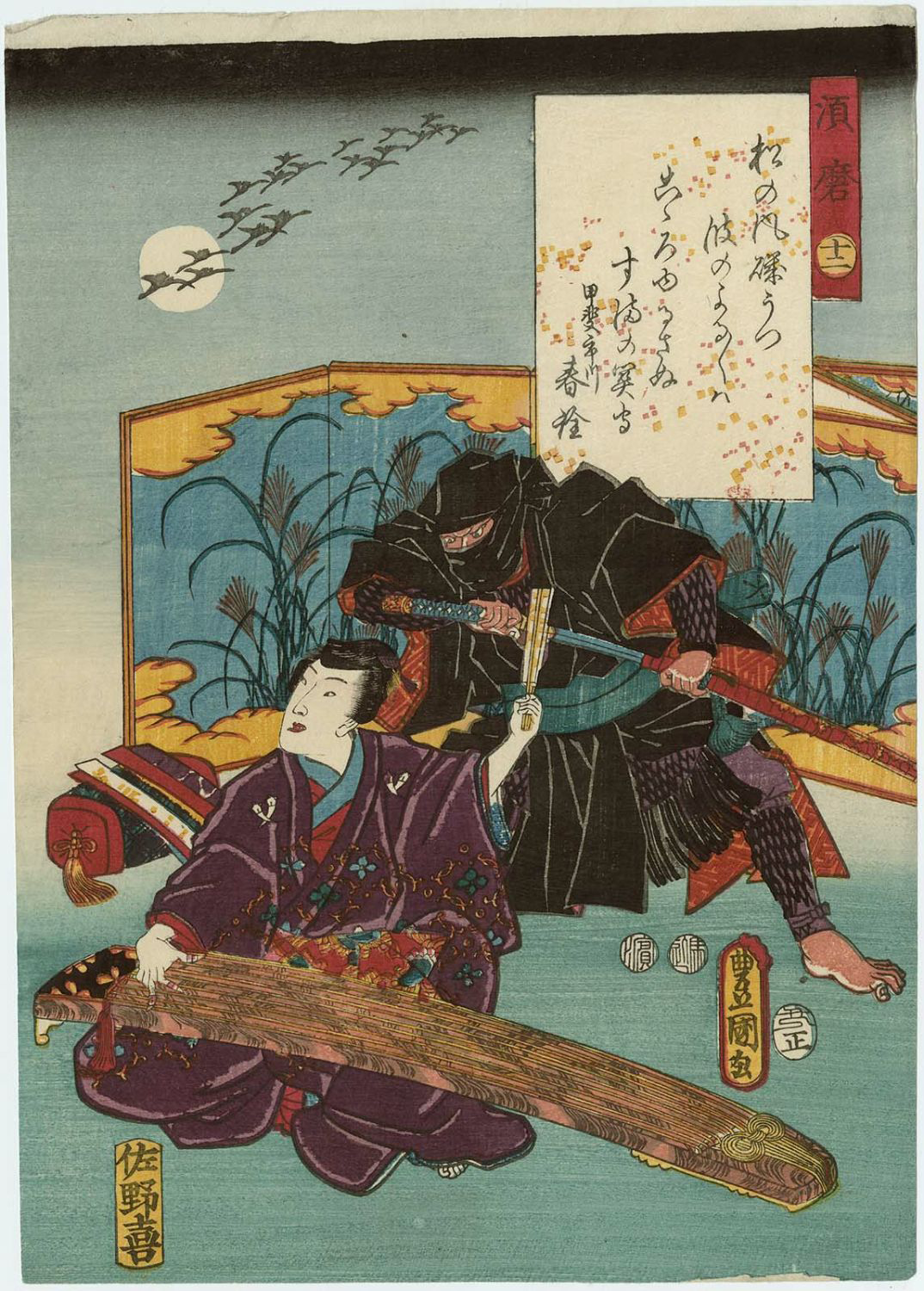
忍者と光源氏。歌川国貞画「今源氏錦絵合 須磨 十二」。（1853年）

伊賀衆甲賀衆の一部は本能寺の変の際に、堺の見物に訪れていた徳川家康を護衛して伊賀越えを行なったことから、徳川幕府に召抱えられるようになった。この際、200名程の伊賀衆が仕官したが、1582年（天正10年）から1615年（元和元年）の間に75名が死亡しており、記録によれば危険な城攻めの前線などに投入され戦死した者が多かったという。その過酷な任務に対し、知行は10石程度と薄給であった事もわかっている。
伊賀越以前からの家臣であった服部半蔵は重用され、江戸城の城門の一つにその名が付けられ、現在も東京の地名「半蔵門」として残っている。彼らは、徳川幕府のために諸大名の内情を探るだけでなく、江戸城下の世論調査、大奥の警護、空き家となった諸屋敷の管理なども担当し、同心として江戸城下の治安の警護に当たった。
徳川家光時、老中、御側は、武断政策を強硬に進めた。その結果、浪人が増え社会問題化し、島原の乱や慶安の変といった大規模な事件が発生した。大目付として諸国の様子の監視を任とした中根正盛が配下の国目付を諸方に派遣して、その動きを詳細に調べさせた。島原の乱に出陣した討伐上使・松平信綱を近江国水口宿で出迎えた甲賀之古士共は、かねてより存知の間柄にあった信綱に参陣への懇願をしたが、集団的な参陣は認められず10名のみが随行を許されることとなる。信綱より10名に命ぜられる内容は、甲賀忍者が得意としたゲリラ戦ではなく、陣所から城までの距離、沼の深さ、塀の高さ、矢狭間の実態などの諜報活動であった。一揆軍の立てこもった原城内を探索したり兵糧を盗み取ったりする活躍をしたものの、落とし穴に嵌って敵から石打にあい半死半生で逃げ出したこともあった。結局、彼ら10名は奮闘も空しく軍功を認めらるることなく、戦後に仕官することは叶わなかった。個人的な諜報能力の高い者のみが、幕府や諸藩に取り立てられる時代になった。
戦国時代末期の侍衆改易処分で領地を失い没落した甲賀古士は幕府に対して仕官という形での救済を訴願している。この時一緒に提出したのが『萬川集海』である。

「御庭番」は忍者と思われがちだが、八代将軍・徳川吉宗が紀州藩から連れて来た薬込役を伊賀者と同格に格付けしただけに過ぎず、忍者とはかかわりがない。土地に残った伊賀衆甲賀衆はそのまま百姓身分化した。
マシュー・ペリーの率いる黒船が浦賀沖に来航した際、藤堂藩の無足人沢村甚三郎が調査のために船上パーティーに日本側随員として参加し、パン、タバコ、蝋燭、便箋を持ち帰った。これがいわゆる忍者の活動の最後だった。
明治維新期になると甲賀古士らは一転して倒幕派となり甲賀隊を結成して戊辰戦争に参加するも、忍術書に見られるような術は実戦に何の役にも立たなかった。

#### 忍者イメージの創出
寛政期の甲賀古士らによる訴願により世間に広まった忍者像は、出版文化の高まりとともに独り歩きしてゆく。読本には忍者が好まれ「自来也説話」の自来也、『列戦功記』の飛加藤、『絵本太閤記』の石川五右衛門などが有名。

### 明治後から戦後の忍者
明治末期には立川文庫の作家たちによって、猿飛佐助、霧隠才蔵など忍者ものが創作され人気を博した。
また、映画の実用化により、特撮技術を用いた忍者ものが創作された。1921年（大正10年）公開の牧野省三監督の映画「豪傑児雷也」は、日本初の特撮映画と言われる。この映画では、現代に至るも創作作品で継承されている、煙とともに消える忍者が描写されるが、これは1902年に世界最初の劇映画として製作された「月世界旅行」の特撮技法をそのまま踏襲したものであり、もちろん史実ではない。
太平洋戦争後の1950年代後半より、小説や時代劇、劇画などに忍者が多く取り上げられるようになり、忍者は再び日本人の間で広く認知されるようになった。これらに描かれる忍者は主に使用する忍術の非現実性などから批判を受けることもあるが概ね好評と言える。

### 抜け忍物の登場
1959年には抜け忍物の貸本漫画として白土三平の『忍者旋風』が、1963年には抜け忍物の漫画として白土三平の『忍法秘話』が登場した。1960年代当時には60年安保闘争によって裏切り者への糾弾が行われるようになっており、抜け忍物の『忍法秘話』はその時代背景と符合していたとも言われている。
翌1964年には前述の白土三平が『忍法秘話』の主人公の名前を取った雑誌『ガロ』を創刊し漫画『カムイ伝』の連載を開始、1965年にはそのスピンオフとして週刊少年サンデーに抜け忍モノの漫画『カムイ外伝』を開始した。
テレビアニメでは1964年〜1965年に前述の『忍者旋風』のアニメ版である『少年忍者風のフジ丸』が登場し、1969年には前述の『カムイ外伝』のアニメ版である『忍風カムイ外伝』が登場した。この『カムイ外伝』は70年代安保闘争において反体制の象徴として読まれていたとも言われている。

### 仮面ブームおよび変身ブームにおける忍者
1958年から1959年には宣弘社の特撮テレビドラマ『月光仮面』が放送されブームとなり、1962年よりは月光仮面の『大瀬康一』を主演とした宣弘社のテレビ時代劇『隠密剣士』が登場、この番組により忍者ブームが起こった。
一方、ライバルの東映では1959年の『七色仮面』より東映仮面ヒーロー物を展開し、1966年に仮面忍者物の漫画『仮面の忍者 赤影』（旧題：飛騨の赤影）が登場すると、1967年〜1968年には東映によってその漫画の特撮テレビドラマ版が登場した。
次いで1971年の特撮テレビドラマ『仮面ライダー』により変身ブームが起こると、1972年〜1973年には忍者ものでも変身忍者物の特撮テレビドラマ『変身忍者 嵐』が登場した。
なお、後の1980年代のレトロブームでは1987年に前述の『仮面の忍者 赤影』がアニメ化されている。

### 女忍者物の登場
元々忍法には「くノ一の術」が存在していたが、1960年には時代小説『忍法帖シリーズ』より女忍者らを主人公とする『くノ一忍法帖』が登場、1964年にはそれが『くノ一忍法』として映画化されヒットし、その続作『くノ一化粧』（1964年）『忍法忠臣蔵』（1965年）も登場した。

### 忍者コメディ物の登場
1964年には藤子不二雄が『オバケのQ太郎』ブームの中で漫画『忍者ハットリくん』の連載を開始し、1981年にそれがアニメ化され長期シリーズとなった。
また1970年代のパロディブームでは1979年に忍者漫画『伊賀の影丸』のパロディ作品として少女漫画『伊賀野カバ丸』が登場、1983年から1984年にそれがアニメ化された。
1986年には漫画『落第忍者乱太郎』が登場し、1993年にそれが『忍たま乱太郎』としてアニメ化され長期シリーズとなっている。

### 海外への伝播と対戦ゲーム化
忍者は海外でも人気となっていった。1984年にはアメコミから『ニンジャ・タートルズ』シリーズが登場し、1991年と1993年から1995年にはそのアニメが日本でも放送されていた。
また1980年代から1990年にかけては対戦型格闘ゲームがブームとなり、その中からも忍者キャラクターが登場した。これには例えば『ファイナルファイト』『ストリートファイター』シリーズの『ガイ』、『餓狼伝説』シリーズの『不知火舞』、『デッド オア アライブ シリーズ』の『かすみ』『あやね』、『ソウルキャリバーシリーズ』の『多喜』などが存在する。また海外格闘ゲームの『モータルコンバット』シリーズにも『スコーピオン』が登場した。
また忍者漫画では1999年より連載を開始した『NARUTO -ナルト-』が2002年よりアニメ化され、国内のみならず海外においても人気を集めていき、こちらも対戦ゲーム化されていった。

### 美少女忍者ゲームの登場
1990年代頃よりは『ときめきメモリアルシリーズ』を始めとする美少女ゲームが人気となり、忍者もののゲームでも2005年には『対魔忍シリーズ』が、2011年には『閃乱カグラシリーズ』が登場して長期シリーズとなった。
また2000年代後半より始まるモバイル向けソーシャルゲームブームでは前述のゲームシリーズを基にして2012年に『閃乱カグラ NewWave』が、2017年に『シノビマスター 閃乱カグラ NEW LINK』が、2019年に『アクション対魔忍』が登場した。

### 日常系忍者物の登場
2000年代よりは日常系のブームも起き、忍者ものでも日常系漫画作品が登場するようになった。
日常系忍者漫画のうちアニメ化されたものには、くノ一の里の日常を描いた『くノ一ツバキの胸の内』（原作 2018年-、アニメ 2022年）、抜け忍と殺し屋の日常を描いた『忍者と殺し屋のふたりぐらし』（原作 2021年-、アニメ 2025年）などがある。

### 海外での受容
1918年の『Japan Magazine』に載った伊藤銀月による忍術の記事が海外における忍者について最初の情報とされるが、1964年の『Newsweek』に、忍者の歴史や技の説明や日本での忍者ブームについて触れた記事が掲載され、これが欧米の忍者ブームの濫觴となった。忍者が登場する最初の海外作品は1967年に映画化された『007は二度死ぬ』で、現代版忍者の海外での最初のイメージを作った。これ以降、忍者は欧米の大衆文化において「売れるブランド」として小説・映画が多数作られ、1970年には、欧文による最初のものと思われる英語の忍者解説書『見えない暗殺者』が出版された。1970年代には格闘技としての忍術も広まり、忍者トレーニングなど、忍術の実践への熱意といった日本とは異なる現象もみられる。
1980年代には米国製ニンジャ映画の大ヒットでアメリカにニンジャブームが巻き起こり、一連の作品に主演したショー・コスギは日本人初の出演料100万ドルハリウッドスターとなった。ほかに、アメコミとして登場し後にアニメ化された『ティーンエイジ・ミュータント・ニンジャ・タートルズ』や、職業として忍者が登場するゲーム「ウィザードリィ」シリーズなど、様々なジャンルに作品が存在し、日本でも放映や発売がされている。ただし「昼間から黒装束でビルの壁面にへばりつく」「武器としてヌンチャク、サイ、トンファーなど忍者の使用していない武器を使用する」「一撃必殺の貴重な手段である手裏剣を大量に乱れ投げする」「火薬やポンプ等の原理なしに魔法のように火柱や水を手や足元から出し隠れる為ではなく攻撃手段として使う火遁や水遁の術」など間違った忍者像も広まっている。
ハリウッドが描く忍者は反社会的で残酷な殺し屋であり、映画の舞台は現代の欧米で主人公は白人であり、日本の忍者とは異なるものだった。こうした忍者ブームは1987年に終わったが、この欧米産の忍者像が世界に広がり、香港映画、インド映画などでも忍者ブームが生み出された。これにより忍者の認知度は上がったが日本との繋がりは薄れた。1990年代以降もハリウッドでは「ブレイド」、「Ninja」、「ニンジャ・アサシン」といった忍者映画が作られているが、それ以前のハリウッド忍者映画の特徴であった白人男性のみをヒーローとしたアクション映画と異なり、黒人や東洋人をもヒーローとして映画に登場させるなどの変化がみられた。しかし、描かれる忍者像はあくまで日本のそれとは異なる空想上のものであり、「忍者ほど世界史においてよく知られ、にもかかわらずひどく誤解されているものはない」ものとなった。2000年代には海外産の忍者映画を観て育った世代によりアフリカでも忍者映画が作られるようになった。それらは、正義のカンフーに対抗する悪の忍者という香港忍者映画の図式を踏襲し、正義のムスリムvs悪の忍者として描かれている。

## 器具・体術

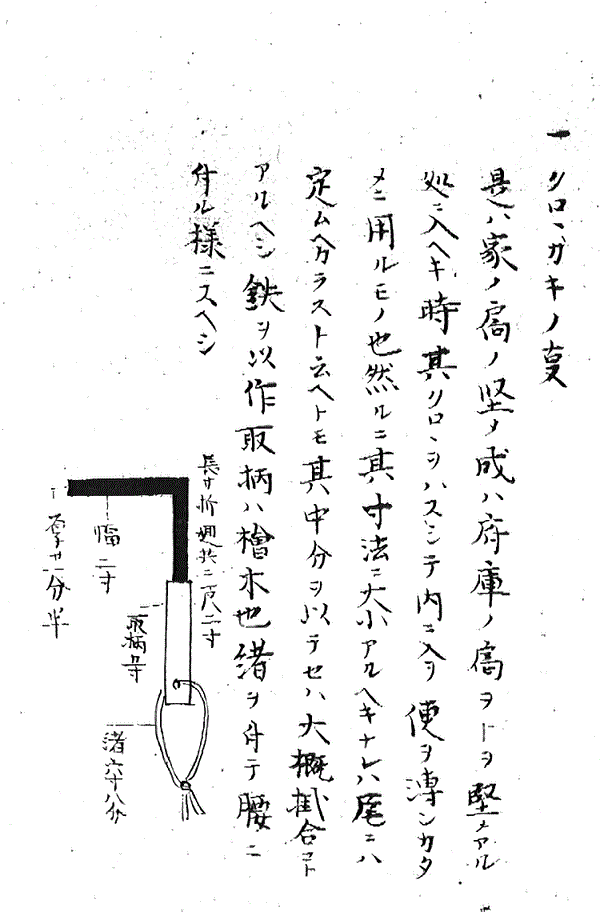
忍秘伝の1頁。鍵を壊す方法について記されている。

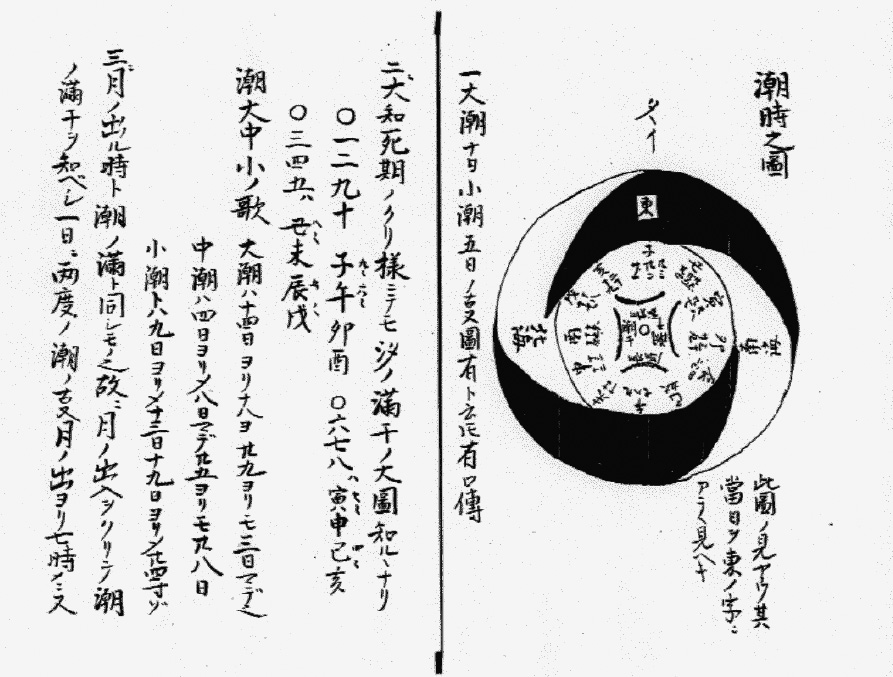
万川集海の1頁。家屋に侵入するための最適な時間などについて記されている。

### 忍具
忍者が用いる武器・道具である。
- 手裏剣 - 手投げの刃物。形は棒状のものから十字型、円形のものまである。重くかさ張る為、通常、携帯していた数は1枚から、多くても3枚のみだったという。
- 苦無（くない） - 両刃の道具。「苦内」とも表記される。崖などを登るほか、武器として投げて使ったり、穴を掘ったりするときにも使われた。
- 忍刀 - 携帯性や機能性向上のために工夫された刀。刀身に反りがないまっすぐな刀で、武士の刀より短く鍔が若干大きいのが特徴。刀身が短い事で狭い屋内でも取り回しが容易で、主に刺してつかった。また、大きな鍔に足をかけて塀や屋根に上るなど踏み台代わりに利用できた。
- 鎌 - 鎌は日本の農具で一般的に入手が容易である刃物であり、農民として行動する際に携帯していても不自然ではない。
  - 忍び鎌
  - 鎖鎌
- 鉈
- 撒菱 - 地面にばら撒いて、それを踏んだ追っ手の足を傷つけ、逃げる武器。植物の種を使用したものは食用が可能だった。
- 五色米 - 赤・青・黄・黒・紫の5色に染めた米。食用ではなく、仲間との連絡の暗号に用いた。色つきなので野鳥に食われる虞がない。
- 忍の六具 - 6つの携帯用具。
  - 編笠 - 顔をやたらに見られないようにする。
  - 三尺手拭 - 名のとおり、普通の手拭とは異なり長辺は1メートル弱ある。殺菌効果がある植物・蘇芳（すおう）で染色されているため、包帯として使用可能
  - 鉤縄
  - 石筆 - 粘土、 蝋石の筆
  - 薬
  - 付竹（つけだけ） - 発火用具。
- 錣（しころ）- 楕円形のようなのこぎり。
- 龕燈（がんどう）- 現代の懐中電灯に似た形状の携帯用の明かり。内部に蝋燭が入っているが、灯心が常に上を向くようなからくりが施されており、振ろうが上下反転させようが火は消えない。
- 耆著（きしゃく）- 焼入れし舟形に薄く伸ばして磁化させた鉄片。水に浮かべて方位磁針にする。縫い針。
- 坪錐（つぼきり）- 二股の錐。土壁や土蔵に丸い穴を開ける。錠前抜きにも使用される。
- 戸締器（とじめき）- 角張ったS字の金具。障子や襖の間に挟んで、開けられないように細工し、逃走や工作の時間稼ぎに使う。
- 折りたたみ鑿（おりたたみのみ）- 折りたたむ事が可能で携帯性に優れた鑿。
- 鑿（さく）- 先端が丸くなった、五寸ほどの細い鉄の棒状の道具。開錠に使用される。
- 万力鎖 - 鎖の両側に分銅をつけた護身用の武器。
- 鳥の子 - 焔硝と発煙剤を鳥の子和紙で何重にも包み、卵型に固めた手投げ弾。衝撃を受けると大音響と共に発火発煙する。
- 打ち釘 - 木製握りの上部から、逆「し」の字に曲がった鉄製の釘が飛び出したもの。両手に持ち、石垣の隙間に釘を引っ掛けて登る。
- 忍び熊手 - 最先端に鉤爪が付いた、複数の竹の管に紐を通した、形状通りの折畳み熊手。片側の紐を引いてテンションを掛ける事で、竹が繋がって長くなる。
- 胴火 - 懐炉。銅製の筒に、和紙や植物の繊維を黒焼きにした物を入れておき、火を点ける事で暖を取る。
- 水松明 - 通常の松明には用いない火薬を使用する事で、水や雨に濡れても消えないように工夫された松明。雨松明とも呼ばれる。
- 鎹（かすがい） - コの字形をした鉄釘。壁や石垣を登ったり、戸を外して侵入したり反対に戸を閉めて継ぎ目に打ち込んで逃走したり、丸太をつなげて筏を作ったりするため、常に携帯していた。
- 目潰し - 中に唐辛子、灰、薬品等を入れて吹き口から敵の顔面に吹き付けることができるため常に携帯していた。卵の殻に詰めて顔めがけ投げつける手榴弾式の物もあり、こちらは「卵目潰し」と呼ばれた。
- 忍び竹 - 壁に当てることで敵の話を盗聴したり、就寝中であるかどうかを確かめたりすることに使われた。咳をするときには地面に当てることで音漏れを防いでいた。水に潜るときに、竹の口を水面に出して口にくわえ、息をしながら潜るのにも使った。
- 仕込みキセル - キセルの中に短刀を仕込んでいる。日常生活で使われるため怪しまれる虞もなく改造することで武器としても使用できる。仕込み物として他に団扇もあった。
- 仕込み吹き矢 - 通常は横笛として笛を吹いているが、中の紙を回転させることで穴をふさいで針を装着することにより吹き矢となる。針の先端に毒を塗っていた。
- 鉄拳
- 猫手 - 指につけて刀を受けたり、攻撃したりするのに使用。
- 手甲鉤
- 角指
- 握り鉄砲、忍び鉄砲
- 投げ鉄砲
- 忍び鉄刀
- 忍び鉄鞘大刀
- 距跋渉毛
- 旋盤
- 礫
- 弓
- 足砕
- 忍び文字 - 木・火・土・金・水・人・身を偏に、色・青・黄・赤・白・黒・紫を旁に用いて、いろは順に当てはめた造字。通信文書を書く時に使った。暗号なので一般の人には読めない。
- 水蜘蛛 − 足につけ、水の上を歩くのに使った道具。かなり使いこなすのが難しく、沈んでしまうことが多かった。
- 血滴子 − 鉄の歯を敵の頭に食い込ませ、肉を食い千切る。暗器の一種。
- 寸鉄 − 暗器の一種。
- 微塵 − 暗器の一種。
- 縄鏢 − 暗器の一種。
- 流星錘 − 縄の先に重りを付け、顔面にぶつけて敵を倒す。暗器の一種。
- 印地 − 石合戦とも言う。
- 飛爛珠 − 水軍が使用した火器で水上戦に効果的。

#### ギャラリー

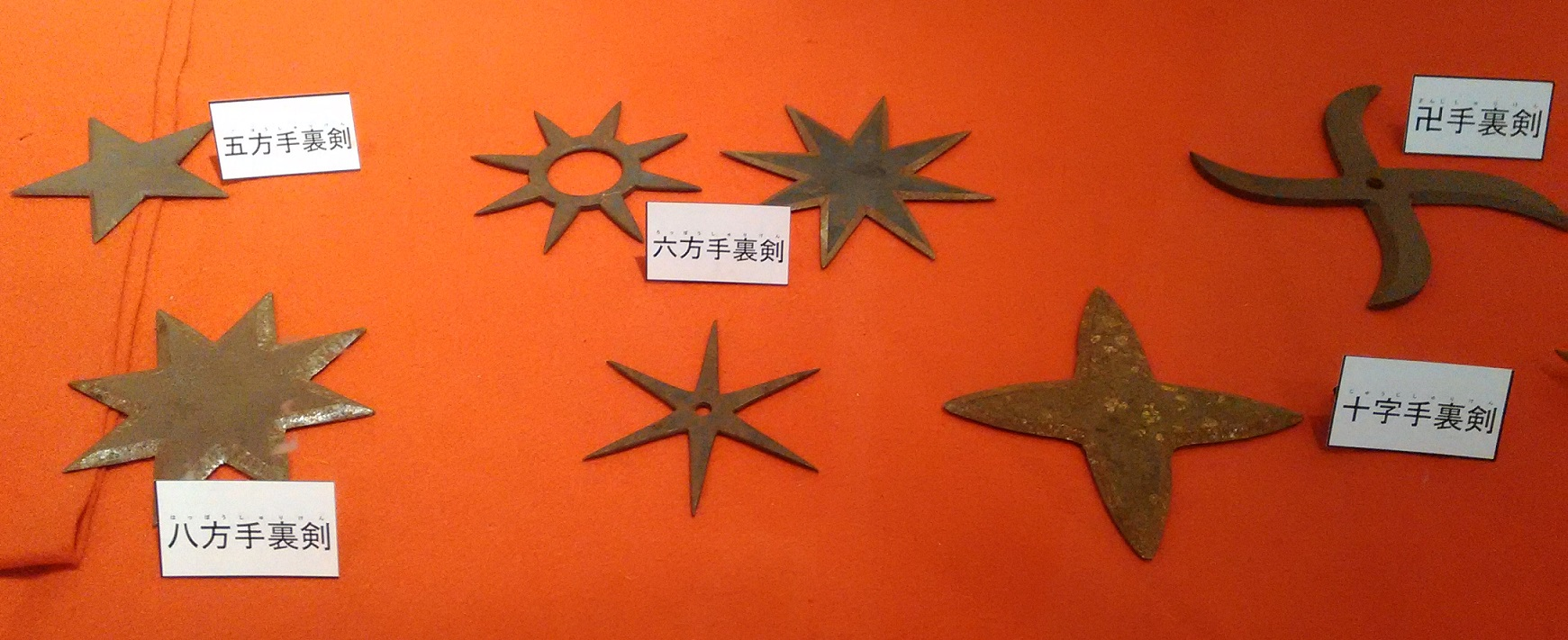
手裏剣
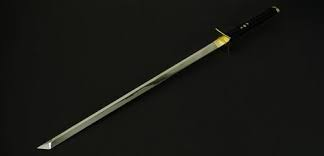
忍刀
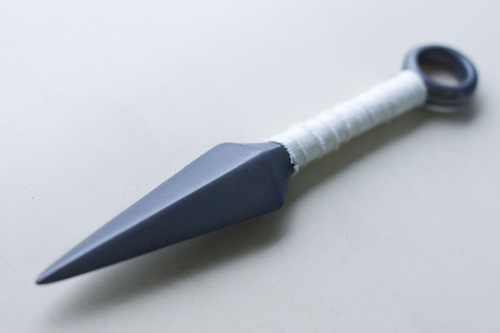
くない
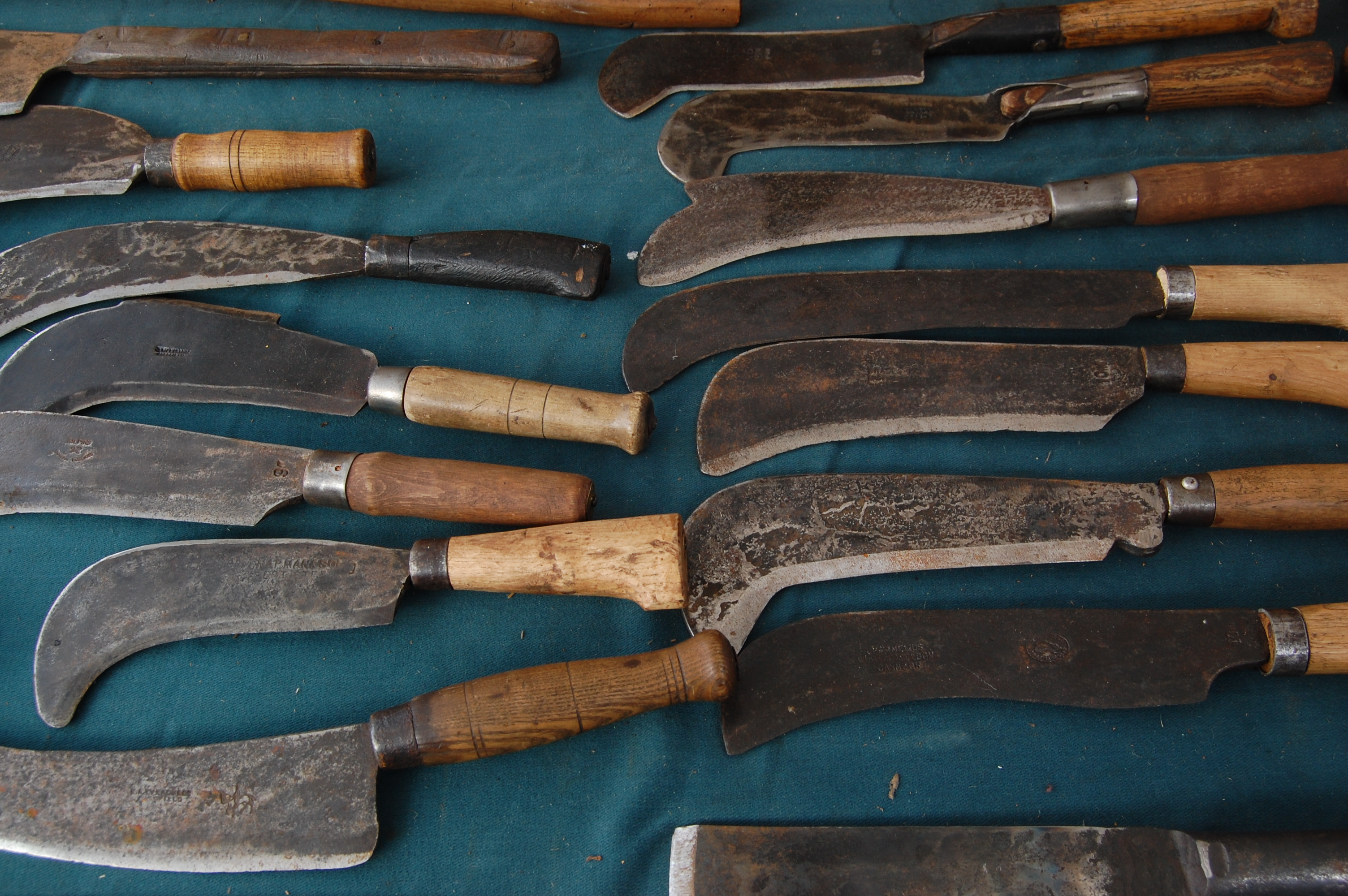
鉈
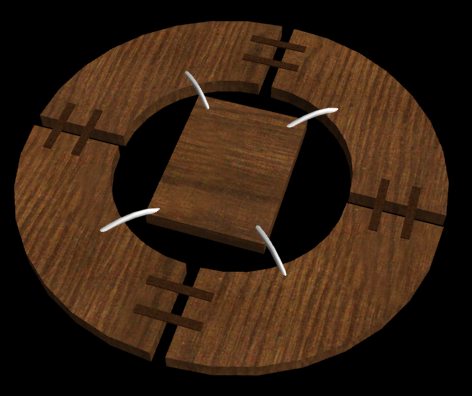
水蜘蛛
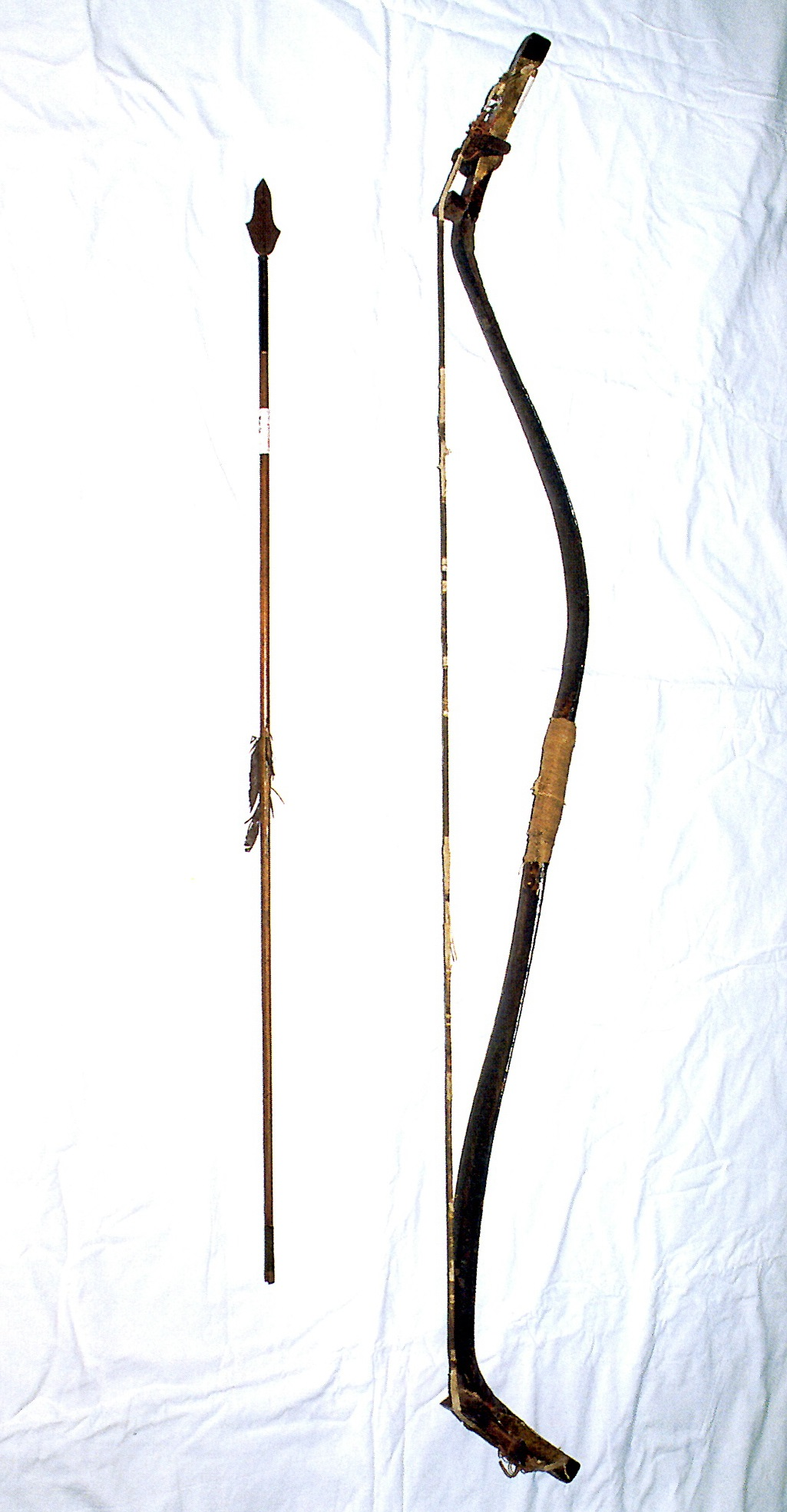
弓

### 忍装束

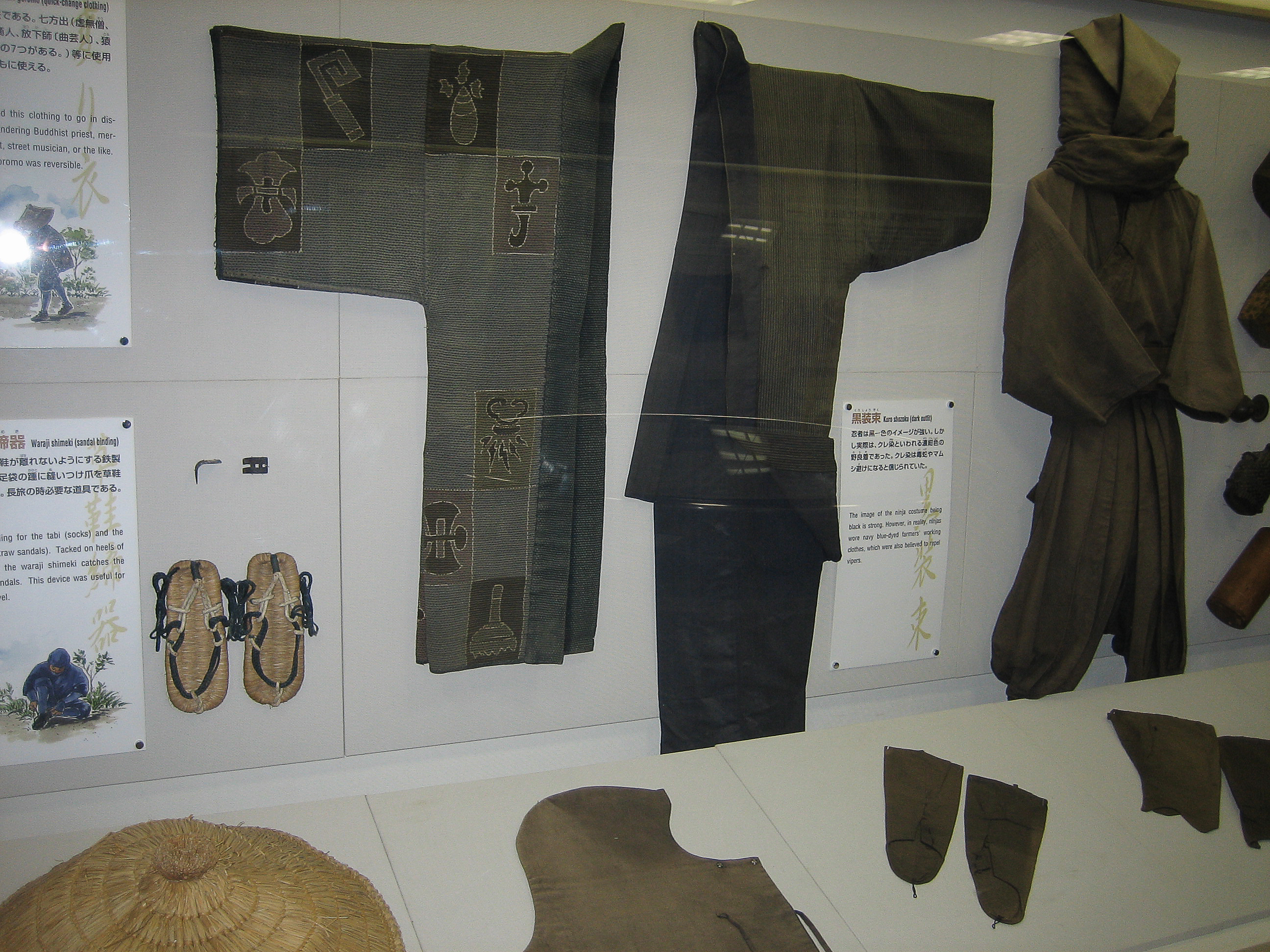
黒忍者コスチュームとわらじ。 忍者コスチュームのイメージは黒だ。 しかし、実際には忍者は紺色に染められた農民の作業服を着ている。 また、毒蛇を撃退すると信じられている。

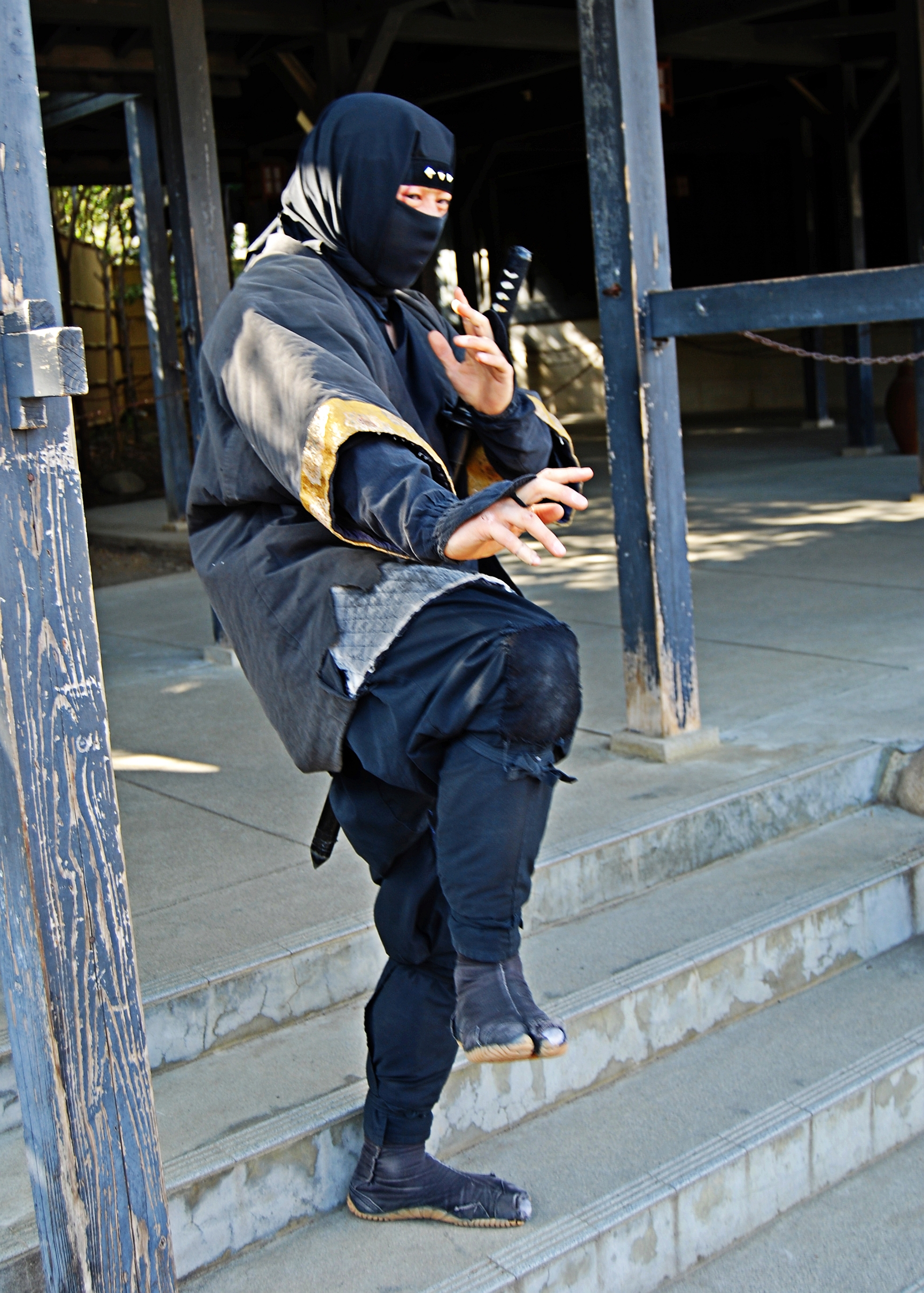
江戸ワンダーランド日光江戸村の忍者装束の男（三重県伊勢市）

戦闘用に山着、野良着を改良したもので、後述の通り、闇に紛れるため色は黒ではなく茶色に近いものを着用していたとされる。当然、日中は目立つのでこの格好で動く事はない。「六尺手拭」を覆面に用いる事もあった。

#### 黒装束について

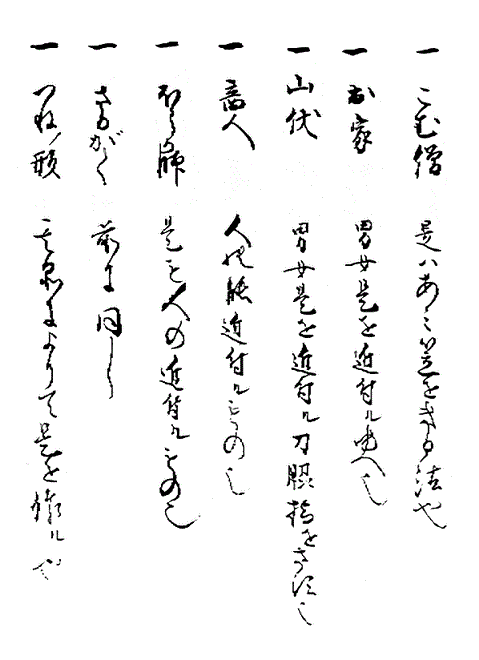
正忍記の1頁。変装の方法が記載されている。

「全身墨染めの黒装束」「その中には鎖帷子を纏い、顔には墨を塗っている」「背中に忍刀」「夜陰に紛れて敵地に侵入する」という印象で描かれることが多いが、これは創作の装束である。黒は夜に像が浮いて見えることから、紺色もしくは柿の熟したような色の衣装を使用していたとされる。また、「専用の」装束などを着用することは稀で、黒装束については、歌舞伎などに登場させる際に黒子のように観客に対して「見えない存在であること」を表現したものが後に、現実にもそのような格好で活動していたと誤認されたとする説もある。

#### 柿渋色やクレ色の装束
現存する「忍び装束」とされる物も、ほとんどが柿色系統の柿渋色やクレ色である。黒色よりも柿渋色やクレ色の方が安価に製造できたからとする説もある。この衣装は、元々は甲賀地方や伊賀地方で使われていた山着、野良着が元とする説がある。そのため着ていて怪しまれる可能性が低いとされる。

#### 変装
本来の潜入工作をするには状況に合った服装、すなわち変装を用いる。特に虚無僧・出家・山伏・商人・放下師（ほうかし）・猿楽・常の形（つねのなり）の七つは「七方出の術」と呼ばれる。活動終了後・発覚後は戦うよりも逃げることに重点を置いていたため、通常は重い鎖帷子は着用しない。 漫画表現では、鎖帷子を簡略に描いたことから、網シャツのようなものを着たキャラクターデザインに発展した。

### 忍術
忍術とは忍者が用いる術であるが、現存する忍術書は全て江戸期以降のものである。
五車の術
- 相手との会話の中で心理を突く話術である。
  - 喜車の術 - 相手をおだてて隙を狙う。
  - 怒車の術 - 相手を怒らせ冷静さを失わせる。
  - 哀車の術 - 相手の同情を誘う。
  - 楽車の術 - 相手を羨ましがらせて戦意を喪失させる。あわよくば相手を味方に引き込める。
  - 恐車の術 - 迷信などを利用し相手の恐怖心につけこみ戦意を喪失させる。

遁術
- 敵から逃走する際に、敵を足止めする術である。火遁、水遁、土遁、木遁、金遁の五つを特に五遁という。
  - 火遁の術 - 引火物などを利用し煙幕や炎上を発生させる。
  - 水遁の術 - 水音を立てて相手の注意をそらす。水蜘蛛と呼ばれる道具の上に草をもり、筒のような棒状の中がくり抜かれている物を利用し長時間水中に潜む。池や堀の両端に縄をつないでその上を移動したり、水上に厚手の布を敷き、その上を走って移動したりする。向こう側に着いた時には、後を残さない。
  - 土遁の術 - 土や石を相手の顔に投げつけ、怯んだ隙に逃げる。暗闇を逃走中、急に地面に這いつくばり、あたかも消えたかのように追手をまく。
  - 木遁の術 - 草木を利用し隠れたり、材木などの木材を崩してバラまいたりする事で追手を眩ます。
  - 金遁の術 - 銭を撒いて逃げる。敵同士で奪い合っているようなら成功と言える。

天唾の術
獅子身中の術

### 印
忍者には精神統一・護身・祈願のための修法である印が存在する。
摩利支天の法
日本には忍者が結ぶ印の基になった、戦場に臨む武士が行う修法「摩利支天の法」（まりしてんのほう）が存在し、摩利支天は武士の守り本尊として鎌倉時代から武士に人気があった。方法は、右手と左手の人差し指と中指をそれぞれ立て、右手を刀、左手を鞘に見立て、右手で空中を切る。空中を切った後、刀に見立てた右手指は、鞘に見立てた左手に納める。
九字護身法
九字護身法を参照。

## 忍者を主題とした作品・キャラクターなど
忍者は、マスコットや、漫画、テレビドラマ、映画など現代的フィクションのキャラクターなどとしても頻繁に登場する。修験道などと言った呪術と絡められることも多い。
代表的な例として、忍者をテーマにした代表的な漫画は『NARUTO -ナルト-』などがあり、忍者が活躍するテレビドラマには「NHK大河ドラマ 真田丸」などがある。

また例えばカワサキのバイクのように、忍者をモチーフにした商標やグループ名なども数多く存在する。

## 忍者をメインとしたテーマパーク
- 北海道登別市：登別伊達時代村「忍者かすみ屋敷」「忍者砦」
- 栃木県日光市：日光江戸村「大忍者劇場」「忍者からす屋敷」「忍者空中活劇街道」
- 神奈川県小田原市：小田原城にある歴史見聞館
- 山梨県南都留郡忍野村：忍野 しのびの里「忍者らいふう屋敷」
- 長野県長野市：戸隠チビッ子忍者村
- 石川県加賀市：加賀百万石時代村「大忍者劇場」
- 石川県加賀市：日本元気劇場「忍者劇場」
- 三重県伊賀市：伊賀流忍者博物館
- 三重県伊勢市：伊勢時代村「大忍者劇場」「忍者屋敷」「野外劇場」

- 滋賀県甲賀市：甲賀流忍術屋敷、甲賀の里忍術村
- 京都府京都市：東映太秦映画村 からくり忍者屋敷
- 兵庫県淡路市：ニジゲンノモリ「NARUTO＆BORUTO 忍里」
- 佐賀県嬉野市：元祖忍者村 嬉野温泉 肥前夢街道

## 忍者団体
- 武蔵一族 - 武蔵柴田家と永持家の血族を中心に江戸幕府の下で発展した一族。東京、芝公園にある機械振興会館に本陣を置く。代表の柴田朱雀は忍者の末裔。先祖は神君伊賀越えの際、家康に随従し召抱えられた永持徳蔵、柴田周防の一族。代々、徳川幕府に仕え、幕末の子孫は外交の第一線で稼働した。一族の哲学、忍士道は朱子学、禅、陰陽思想などを取り入れた修行システムを具備。2006年（平成18年）から同時通訳付き忍者・侍体験を提供している。2019年（令和元年）にNPO法人武蔵忍士団設立。
- 四季の森忍術道場 - 大和柔兵衛が主宰する忍術道場。
- 靁凮刄 - 坂口拓がプロデュースし、ワーサル所属メンバーで構成する忍者チーム
- 福岡黒田忍者隊 - ワーサル所属メンバーで構成する忍者チーム
- 九州忍者保存協会 - 九州の忍者文化を保存・普及することを目的とした団体。

## 文献資料
- 忍術書
  - 正忍記
  - 忍術応義伝
  - 忍秘伝
  - 万川集海
- 史料
  - 川村家文書
  - 旧事諮問録
  - 徳川宗家文書
  - 新見伊賀守正路日記
  - 柳生心眼流兵法皆伝ノ巻
- 一般書
  - 伊藤銀月『忍術の極意』
  - 足立巻一『忍術』
  - 初見良昭他『忍者/忍法画報』
  - 名和弓雄『必勝の兵法 忍術の研究』
  - 八切止夫『忍術論考』
  - 今村嘉雄『日本武道大系 大五巻 砲術水術忍術馬術』
  - 深井雅海『江戸城御庭番』
  - 山口正之『忍びと忍術』
  - 藤田西湖『最後の忍者どろんろん』
  - 藤田西湖『忍術秘録』
  - 黒井宏光 著 歴史群像編集部 編『【決定版】図説忍者と忍術 忍器・奥義・秘伝集』学習研究社、2007年（平成19年）
  - 都市鉄道研究会 著 歴史群像編集部 編『【決定版】忍者・忍術・忍器大全』（学習研究社、2009年）
  - 山田雄司監修 伊賀忍者研究会 編『忍者の教科書 新萬川集海』
  - 吉丸雄哉・山田雄司・尾西康充編『忍者文芸研究読本』
  - 山田雄司監修 伊賀忍者研究会 編『忍者の教科書 新萬川集海2』
  - 山田雄司『忍者の歴史』
  - 山田雄司『忍者はすごかった－忍術書81の謎を解く－』
  - 山田雄司監修『忍者学大全』ISBN 978-4-13-053303-4